# Martinskirche (Schönstadt)

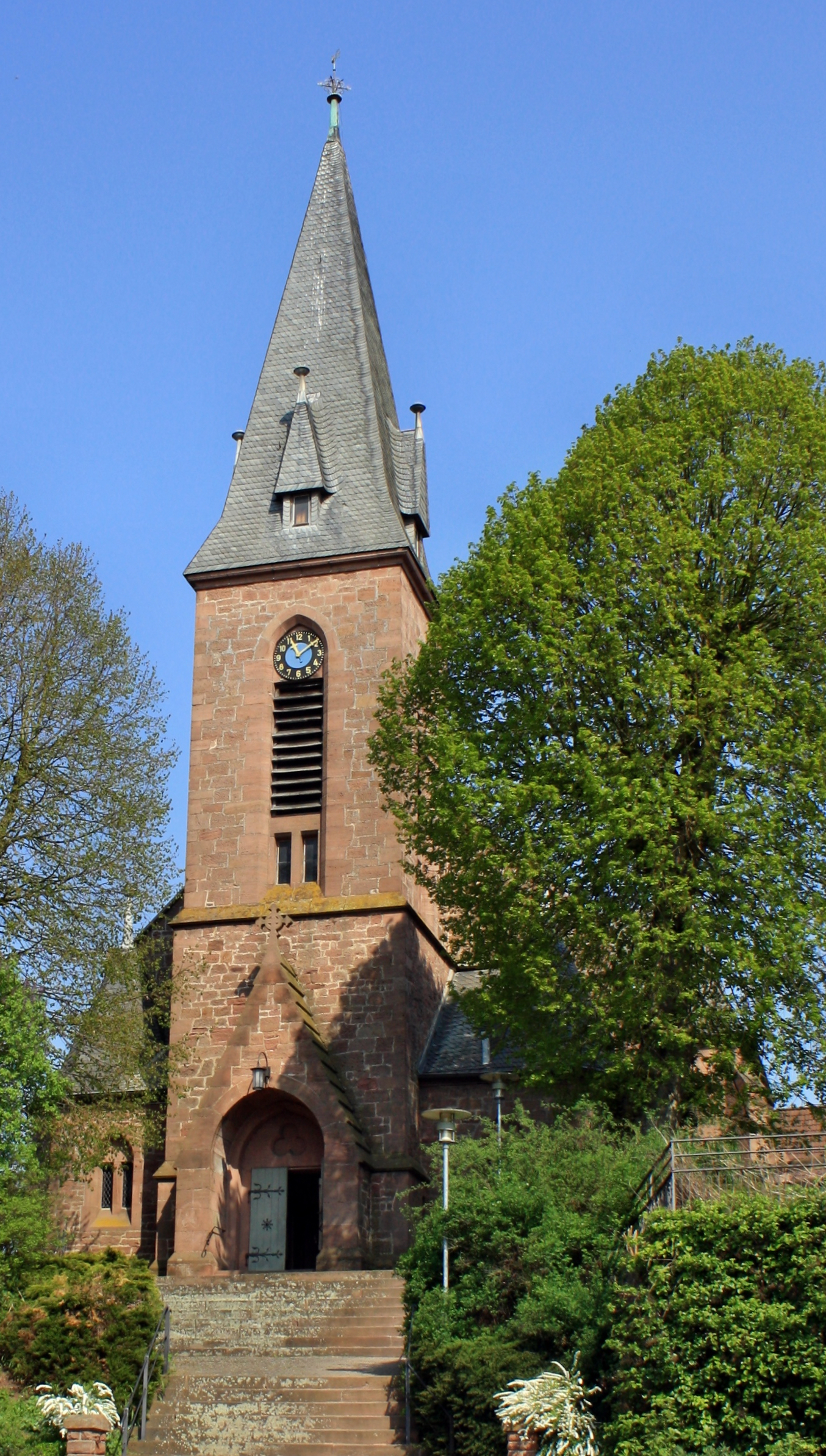
Martinskirche in Schönstadt

Die evangelische Martinskirche ist ein denkmalgeschütztes Kirchengebäude, das in Schönstadt steht, einem Ortsteil von Cölbe im Landkreis Marburg-Biedenkopf (Hessen). Die Kirchengemeinde gehört zum Kirchenkreis Kirchhain im Sprengel Marburg der Evangelischen Kirche von Kurhessen-Waldeck.

## Geschichte

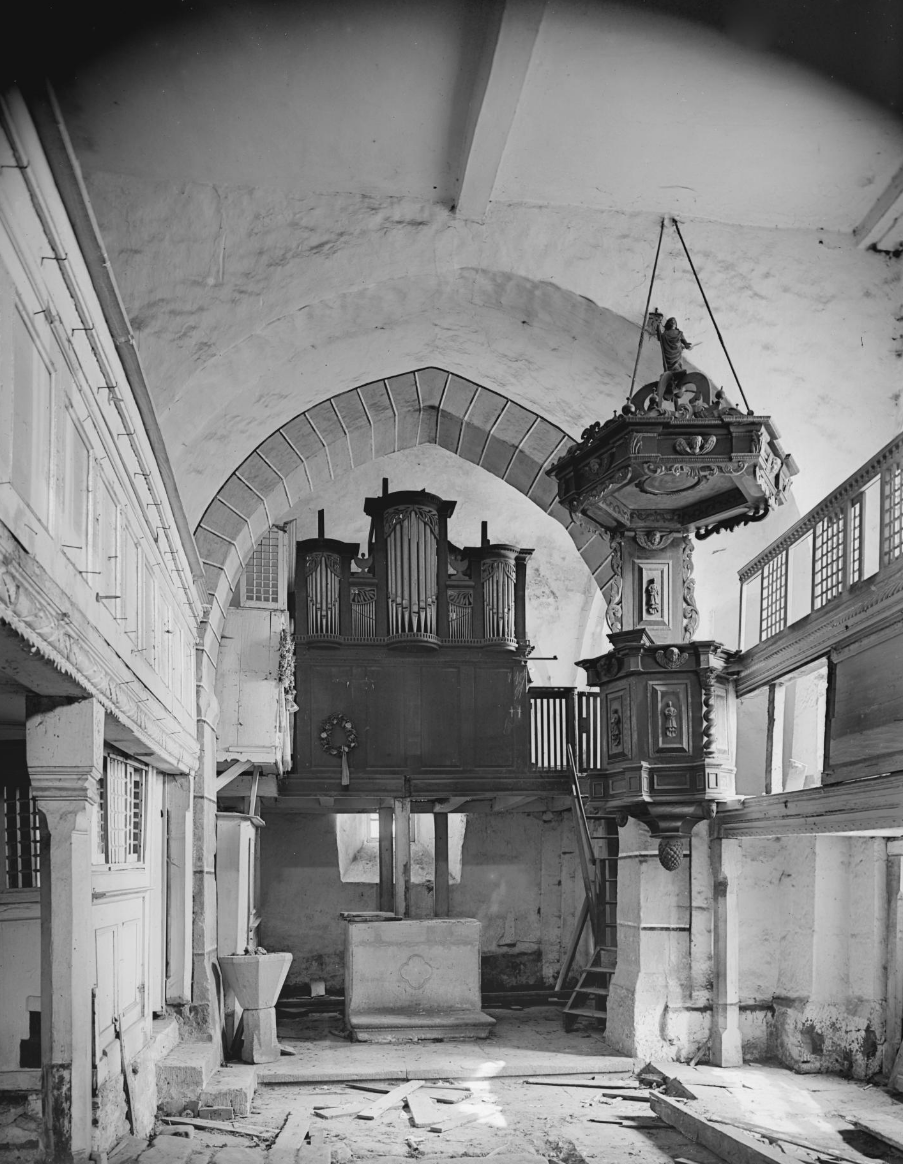
Ausstattung der alten vor dem Abriss 1896

Im späten Mittelalter bildete Schönstadt einen eigenen Sendbezirk im Dekanat Christenberg (Kesterburg) im Archidiakonat St. Stephan in der Erzdiözese Mainz. Im Jahr 1263 ist ein Pleban in Schönstadt nachgewiesen, was die Existenz einer Kirche voraussetzt. Eingepfarrt waren Bernsdorf und Reddehausen. 1387 und 1421 gehören auch die Kapellen in Sterzhausen und Oberrosphe zur Pfarrei, erhielten aber wohl schon recht früh eine gewisse Eigenständigkeit. Das Kirchenpatronat lag über Jahrhunderte bei den Milchling von Schönstadt und ist erstmals für 1344 bezeugt. Es erlosch erst 1937 mit dem Tod von Georg Dietrich Milchling von Schönstadt, der kinderlos starb.
Ab 1527 wurde die Reformation eingeführt. Nicht eindeutig ist, ob Johann Fleckenbühl gen. Bürgel, der 1502–1530 in Schönstadt als Pfarrer wirkte, in seinen letzten Jahren evangelisch war. Bei Pfarrer Heinrich Pfeil (Pilearius) (um 1542–1564) ist dies gesichert. Im Jahr 1606 folgte ein Wechsel zum reformierten Bekenntnis. Im Zuge des Dreißigjährigen Kriegs wurde die Kirchengemeinde 1624 wieder lutherisch. Im selben Jahr wurden die Pfarreien Bracht und Bürgeln mit Schönstadt pfarramtlich verbunden.

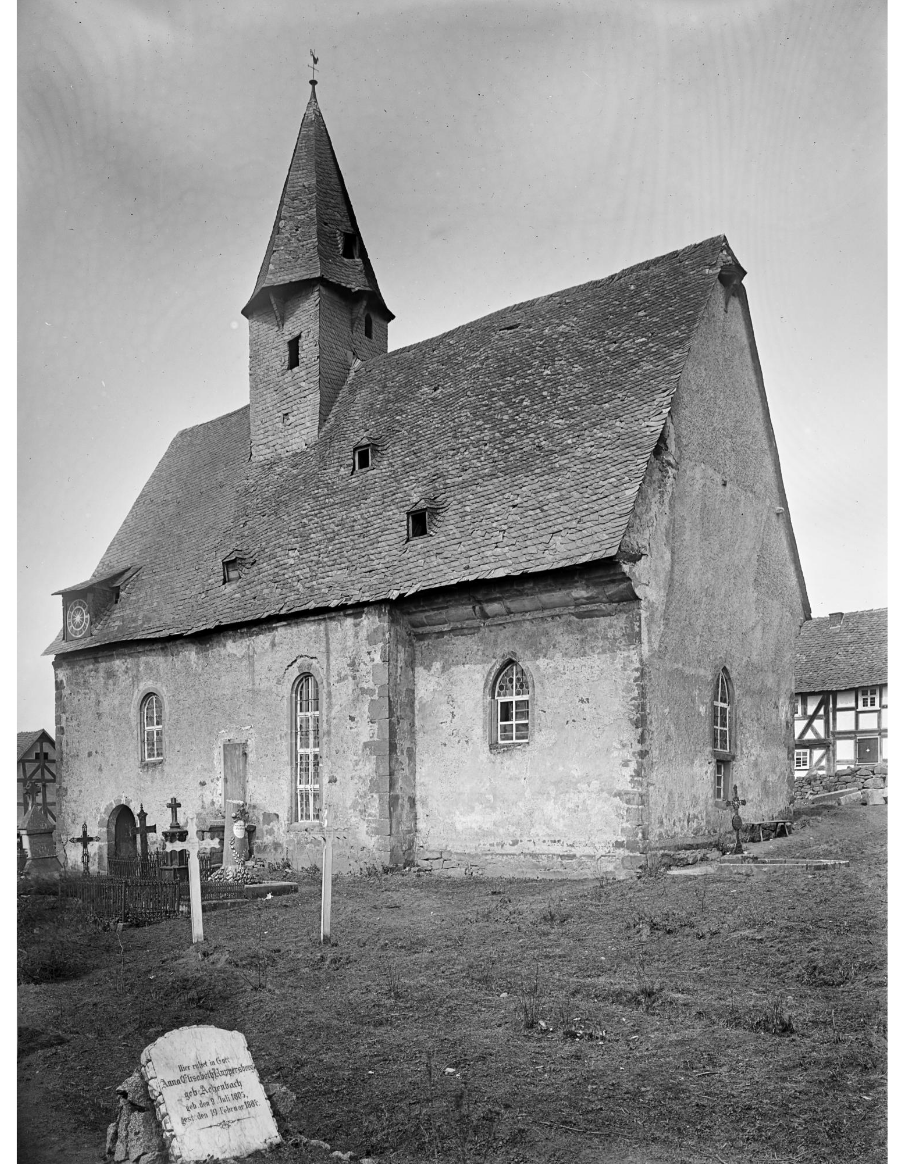
Alte Kirche vor dem Abriss 1896

Aus einem umfassenden Fragenkatalog von 1857 wird ersichtlich, dass die mittelalterliche Kirche des 13. Jahrhunderts zu klein geworden war. Die Fotos von Ludwig Bickell kurz vor dem Abriss zeigen eine kleine Saalkirche (17 × 8 Meter) aus romanisch-gotischer Übergangszeit in einem baufälligen Zustand. Die Eckquaderung war vom Verputz ausgespart. Der leicht eingezogene Chor auf quadratischem Grundriss war mit dem Schiff unter einem gemeinsamen steilen, verschieferten Satteldach vereint, dem ein viereckiger, vollständig verschieferter Dachreiter mit oktogonaler Haube aufgesetzt war. Im Inneren öffnete ein 3 Meter breiter, spitzbogiger Triumphbogen den Chor mit Rippengewölbe zum flachgedeckten Schiff. Der Chor wurde im Osten und Süden durch je ein gotisches Spitzbogenfenster und das Schiff durch ein großes und ein kleines Fenster im Süden und ein kleines im Westen, die 1698 mit Rundbogen erneuert wurden, belichtet. Die Nordseite war fensterlos. Ein rundbogiges Südportal aus romanischer Zeit und ein hochrechteckiges Westportal des 18. Jahrhunderts erschlossen das Gotteshaus. Ein Freitreppe an der Südseite führte zur Empore und ein paar Stufen an der Nordseite zur neueren Chortür.
Nach Abriss der alten Kirche im Jahr 1896 wurde innerhalb von 17 Monaten Bauzeit der Neubau an derselben Stelle errichtet und am 24. Oktober 1897 eingeweiht. Die Finanzierung der Baukosten von 61.500 Mark war vor allem durch die großzügige Zuwendung von Frau Maximiliane Eduarde Lucius (1842–1922), Tochter von Jakob Becker und Frau von Eugen Lucius, möglich. Das Ehepaar zog sich im Ruhestand auf sein Anwesen in Schönstadt zurück, wo die Frau den Kindergarten und seine Unterhaltung finanzierte, ebenso das Gemeindehaus von 1904, die Bibliothek und die erste Wasserleitung des Ortes. 1897 wurden Kanzel und Taufstein in die neue Kirche übernommen. Die Orgel von dem Schönstädter Schulmeister und Orgelbauer Johann Christian Rindt (1699) wurde nicht wieder aufgestellt. Die spätgotischen Fresken im Chor, die unter anderem die hl. Katharina mit dem Rad zeigten und unter Bickell freigelegt wurden, konnten aus finanziellen Gründen nicht erhalten werden, wurden aber dokumentiert. Sie sollen angeblich unter Henne, Ritter und Burgmann von Mellnau († 1485) von Johann von der Leyten erstellt worden sein. Für die neue Kirche goss die Glockengießerei in Apolda 1897 drei Glocken, die 1917 abgeliefert und eingeschmolzen wurden. Von dem 1925 angeschafften Dreiergeläut wurden im Zweiten Weltkrieg zwei Glocken abgeliefert. Seit 1956 erklingt das heutige Vierergeläut.
Die Filialgemeinde Schwarzenborn wurde 1986 von Betziesdorf abgetrennt und bildet eine selbstständige Kirchengemeinde, die mit Schönstadt pfarramtlich verbunden wurde. Die beiden evangelischen Kirchengemeinden Schönstadt-Reddehausen und Schwarzenborn wurden 2013 aufgehoben und fusionierten zur evangelischen Kirchengemeinde Schönstadt. Die Kirchengemeinde gehört zum Kirchenkreis Kirchhain in der Evangelischen Kirche von Kurhessen-Waldeck.

## Architektur

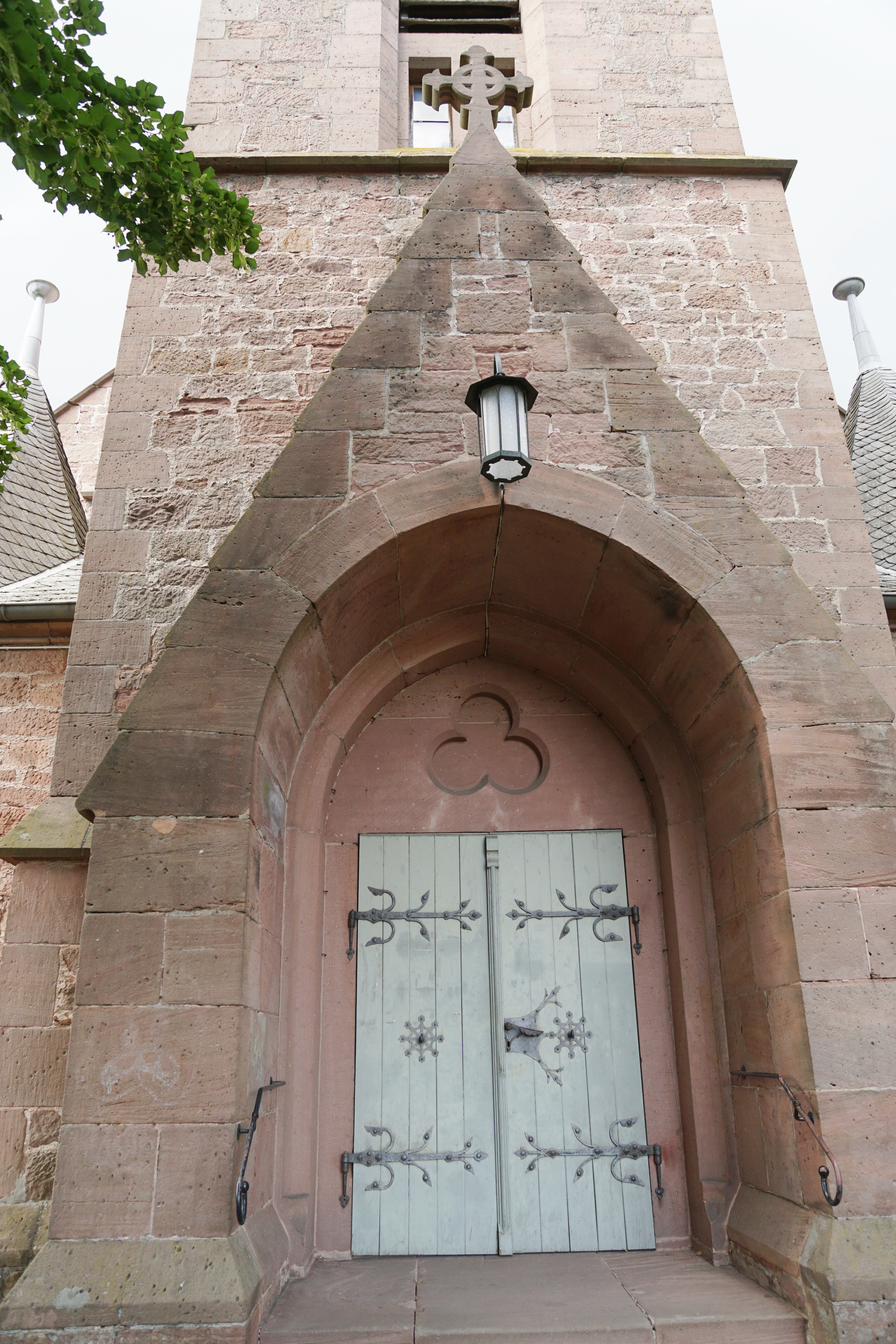
Südportal

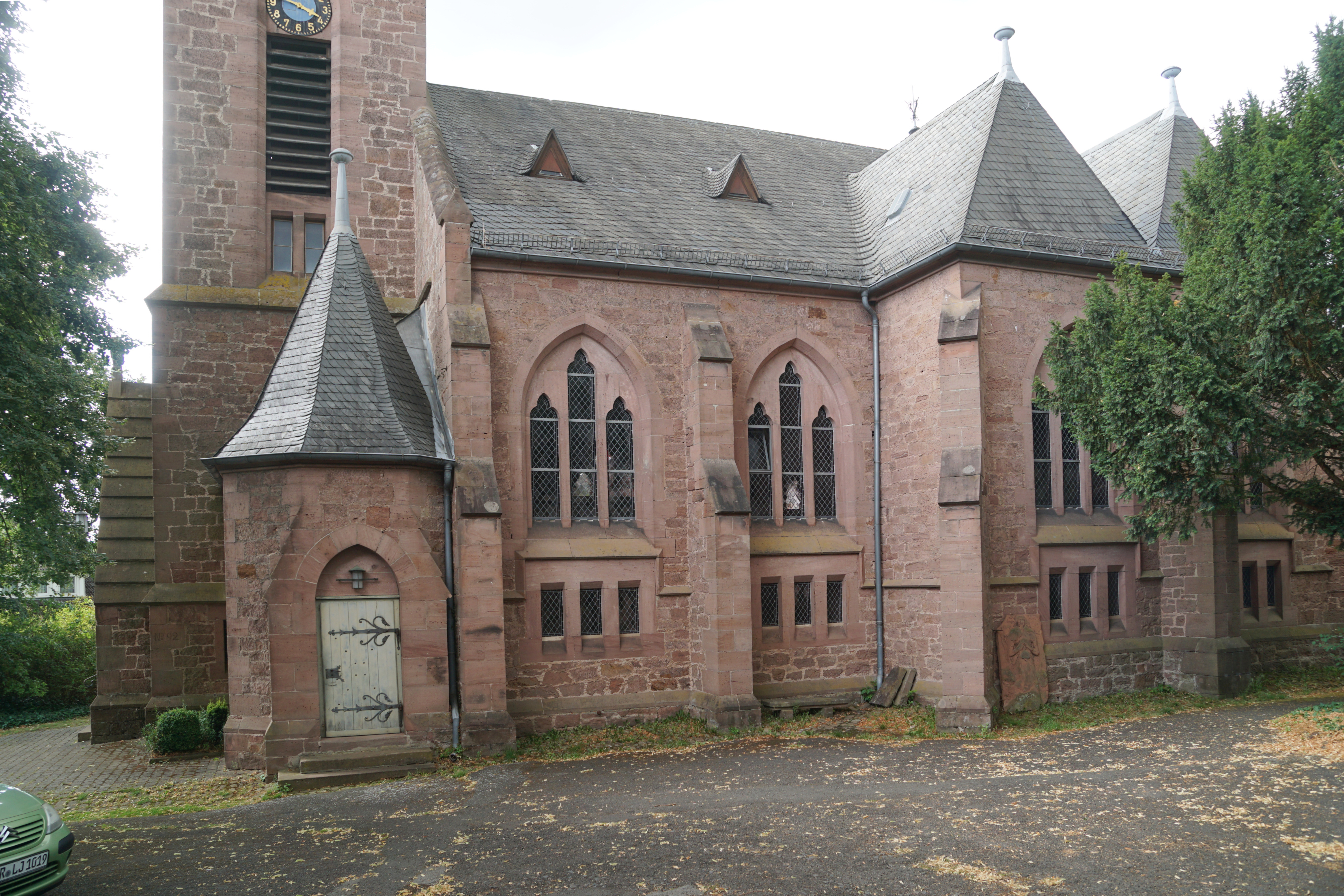
Ansicht von Osten

Die neugotische Emporen- und Staffelhalle auf kreuzförmigem Grundriss ist nicht geostet, sondern wurde nach Entdeckung der Malereien im Chor um 90° gedreht und mit dem Chor nach Norden ausgerichtet. Sie wurde 1896/1897 nach einem Entwurf von Werner Narten und Louis Angermann in der Ortsmitte in Hanglage gebaut. Dem Eisenacher Regulativ lagen die architektonischen Prinzipien einer Predigerkirche zugrunde. Abgetreppte Strebepfeiler gliedern die Außenwände aus rotem Sandstein über einem umlaufenden Sockel. Das Querschiff zwischen Langhaus und Chor hat zwei Zwerchgiebeln, denen außen Kugelspitzen aufgesetzt sind. Während das Querhaus dieselbe Traufhöhe wie das Langhaus aufweist, erreichen die Dachfirste nicht dieselbe Höhe. Das Langhaus wird mit einem Satteldach bedeckt, das an beiden Seiten mit zwei dreieckigen Gauben bestückt ist. Der Rechteckchor ist gegenüber dem Langhaus niedriger und eingezogen. Westlich des Chors ist ein kleiner niedriger Nebenraum unter einem Pultdach angebaut. Ein entsprechender Anbau an der Ostseite wird durch einen Zwerchgiebel mit einem rechteckigen Portal vergrößert und dient als Sakristei.
Im Süden wurde ein eingezogener, quadratischer Kirchturm vorgestellt, der durch zwei Gesimse in drei unterschiedlich hohe Geschosse gegliedert wird. Im oberen Geschoss sind an den drei freien Seiten spitzbogige Schallöffnungen für das Geläut eingelassen. In den Bogenfeldern sind die blau-schwarzen Zifferblätter der Turmuhr angebracht, auf denen sich die goldfarbenen Zeiger und Ziffern abheben. Das hohe, schiefergedeckte Pyramidendach des Turms hat vier Dachgauben mit Kugelspitzen und wird von einem verzierten Kreuz und einer Wetterfahne bekrönt. Im Süden schützt ein kleiner Vorbau mit einer stumpf-spitzbogigen Öffnung unter einem steilen, steinernen Satteldach das rechteckige, zweiflügelige Portal. Im Tympanon ist eine Kleeblattnische angebracht. Der Turm wird von zwei niedrigen, polygonalen, turmähnlichen Anbauten mit geschieferten Spitzhelmen und Portalen im Osten und Westen flankiert, die Zugang zu den Seitenschiffen gewähren.
Der Innenraum wird an den beiden Langseiten und am Querschiff durch jeweils zwei Drillingsfenster mit Rautenverglasung in einer Spitzbogennische belichtet. Das schmale, überhöhte Mittelfenster wird von jeweils zwei schmalen Fenstern mit Dreipass flankiert. Drei schlichte Rechteckfenster unterhalb der schrägen Sohlbänke korrespondieren mit dem Drillingsfenster. An das nördliche Drillingsfenster schließen sich zwei weitere schmale Fenster an. Im Chorgiebel ist ein kleines Dreipassfenster eingelassen. Das große, farbenfrohe Altarfenster im Norden wurde 1988 von Erhardt Jakobus Klonk mit weihnachtlichen Geburtsszenen gestaltet.

## Ausstattung

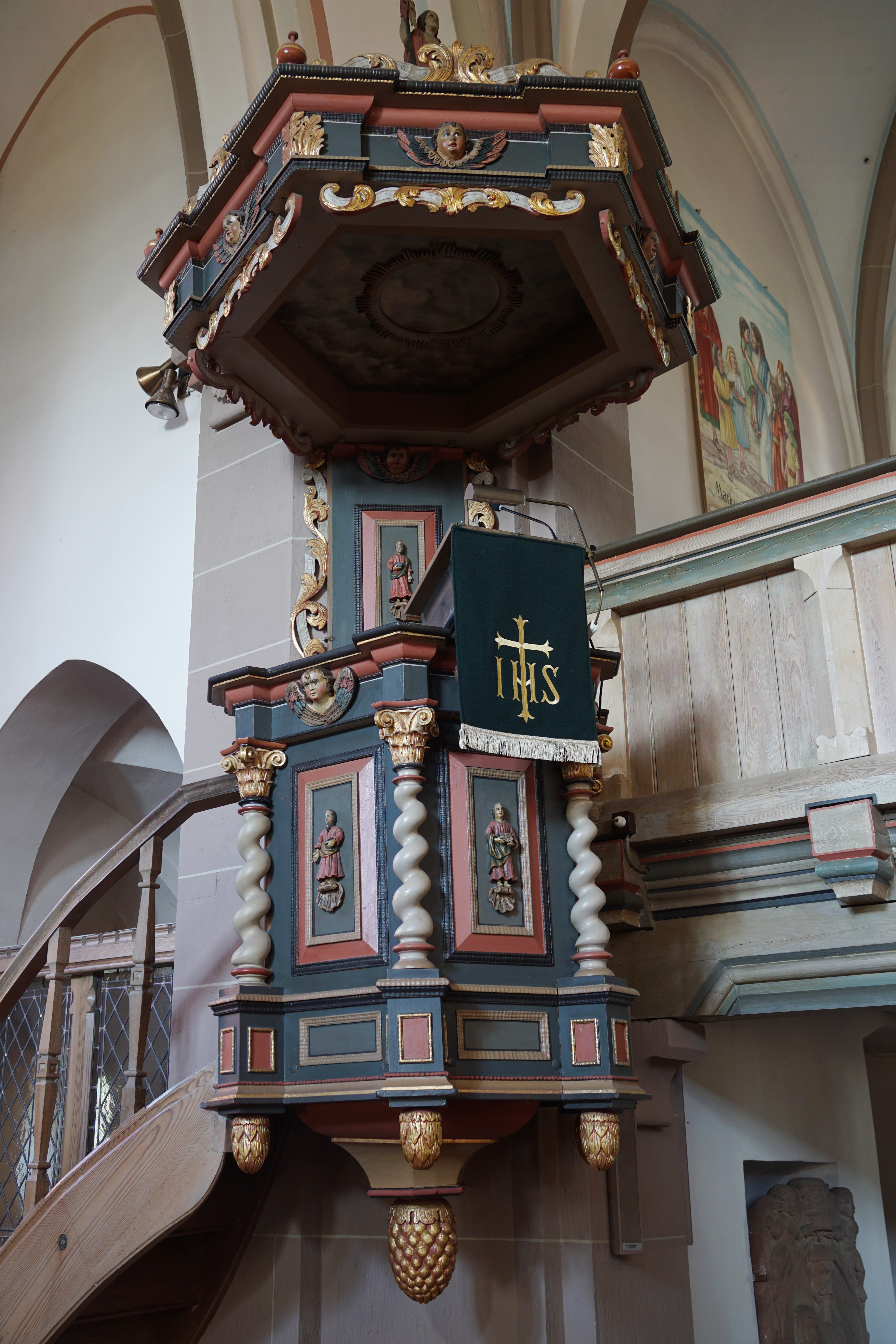
Barockkanzel

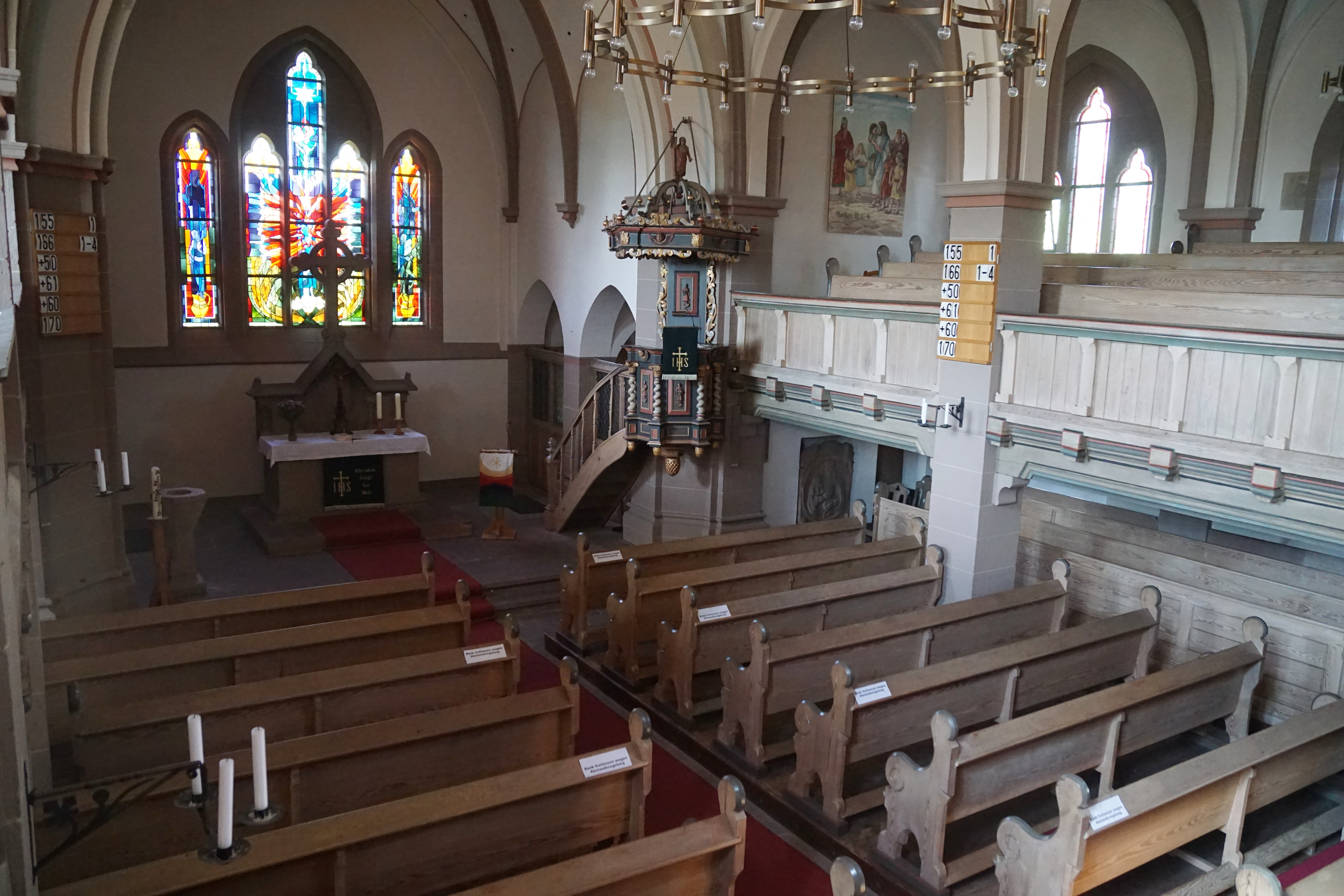
Blick zum Altarraum

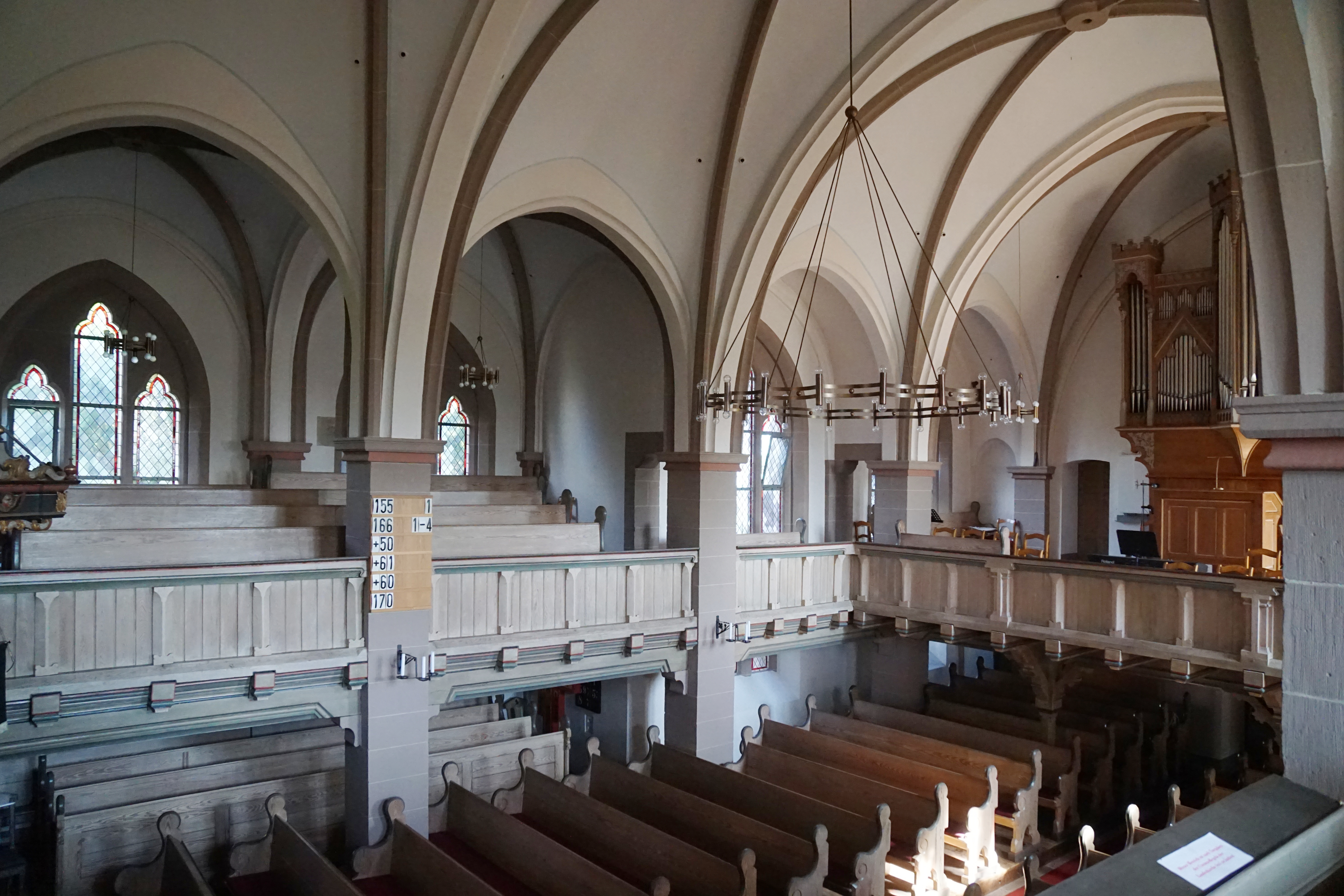
Blick auf die Emporen

Langhaus und Querhaus sind jeweils zweijochig mit einem Kreuzrippengewölbe, dessen Rippen von viereckigen Pfeilern und Wandpilastern ausgehen. Im Chor  ruht das sechsteilige Kreuzrippengewölbe auf schmalen Eckdiensten und auf profilierten Konsolsteinen. Der Chor ist gegenüber dem Schiff um zwei Stufen erhöht und der Blockaltar um eine weitere Stufe. Der steinerne Altaraufsatz mit einer Dreipass-Nische unter einem Giebel trägt ein Scheibenkreuz, dessen Arme in Dreipässen enden. Das kleine hölzerne Altarkreuz hat ein Kruzifix des Dreinageltypus.
Ältestes Inventarstück der Kirchenausstattung ist ein aus der Vorgängerkirche übernommenes, schlankes, achtseitiges, pokalförmiges Taufbecken im Stil der gotisierenden Renaissance. Der achtseitige Fuß ist mit der Jahreszahl 1594 und den Initialen HMP bezeichnet und geht unten in ein Viereck über.
Die barocke Kanzel in grün-beiger Fassung stammt aus dem 18. Jahrhundert und war in der alten Kirche rechts am Chorbogen angebracht. Der polygonale Kanzelkorb wird durch weiße, gedrehte Freisäulen mit vergoldeten korinthischen Kapitellen gegliedert, die auf vorkragenden Postamenten ruhen. In den profilierten hochrechteckigen Füllungen der Kanzelfelder stehen die Evangelisten auf einer Muschel. Der obere Gesimskranz wird durch geflügelte Engelköpfe verziert. An der Unterseite der Kanzel bildet ein vergoldeter Zapfen den Abschluss. Die Rückwand mit seitlichem Rankenwerk und einem weiteren Evangelisten leitet zum mächtigen Schalldeckel über, der an den Seiten geflügelte Engelköpfe zeigt und dem Rankenwerk mit Kugelspitzen aufgesetzt ist. Auf einer Volutenkrone steht Christus mit der Siegesfahne als Symbol der Auferstehung. Hinter der Kanzel ist als Sakristei ein hölzerner Pfarrstuhl eingebaut, der im oberen Bereich Rautenverglasung aufweist.
In den Seitenschiffen und an der Südseite zum Turm sind hölzerne Emporen eingebaut, deren Brüstung durch Pilaster gegliedert wird. Die viereckigen Pfeiler von Lang- und Querhaus beziehen die Emporen ein. Das Kirchengestühl mit geschwungenen Wangen lässt im Mittelschiff des Langhauses einen Mittelgang frei und ist aus Zedernholz aus dem Libanon gefertigt. In den Seitenschiffen und auf den Emporen sind die Bänke in quer aufgestellt. Der Boden der Kirche ist mit roten Sandsteinplatten belegt.
In und an der Kirche sind drei Epitaphe aus rotem Sandstein aufgestellt, die zwei Adelige als Ganzfigur und einen Pfarrer als Halbfigur zeigen. Ein Grabstein steht seit 1951 neben der Kanzel unter der Ostempore und erinnert an Pfarrer Aegidius Ruppersberg (1624–1683) und seine Enkelin Maria Elisabeth Breuschin (1681–1683). Es zeigt die beiden in einem Kranz von Zweigen, über die zwei Engel die Krone des Lebens halten. Im unteren Teil trägt ein ovales Medaillon eine Inschrift. Der Grabstein für Daniel von Hoitzfelt (Hatzfeld) († 17. Januar 1571) an der Südwand unter der Orgelempore stellt ihn als Ritter in voller Rüstung und mit abgesetztem Helm dar. An der östlichen Außenmauer ist das Epitaph von Tebilea (?) von Hoitzfelt geb. von Radenhausen († 16. November 1516) in betender Haltung angebracht.

## Orgel

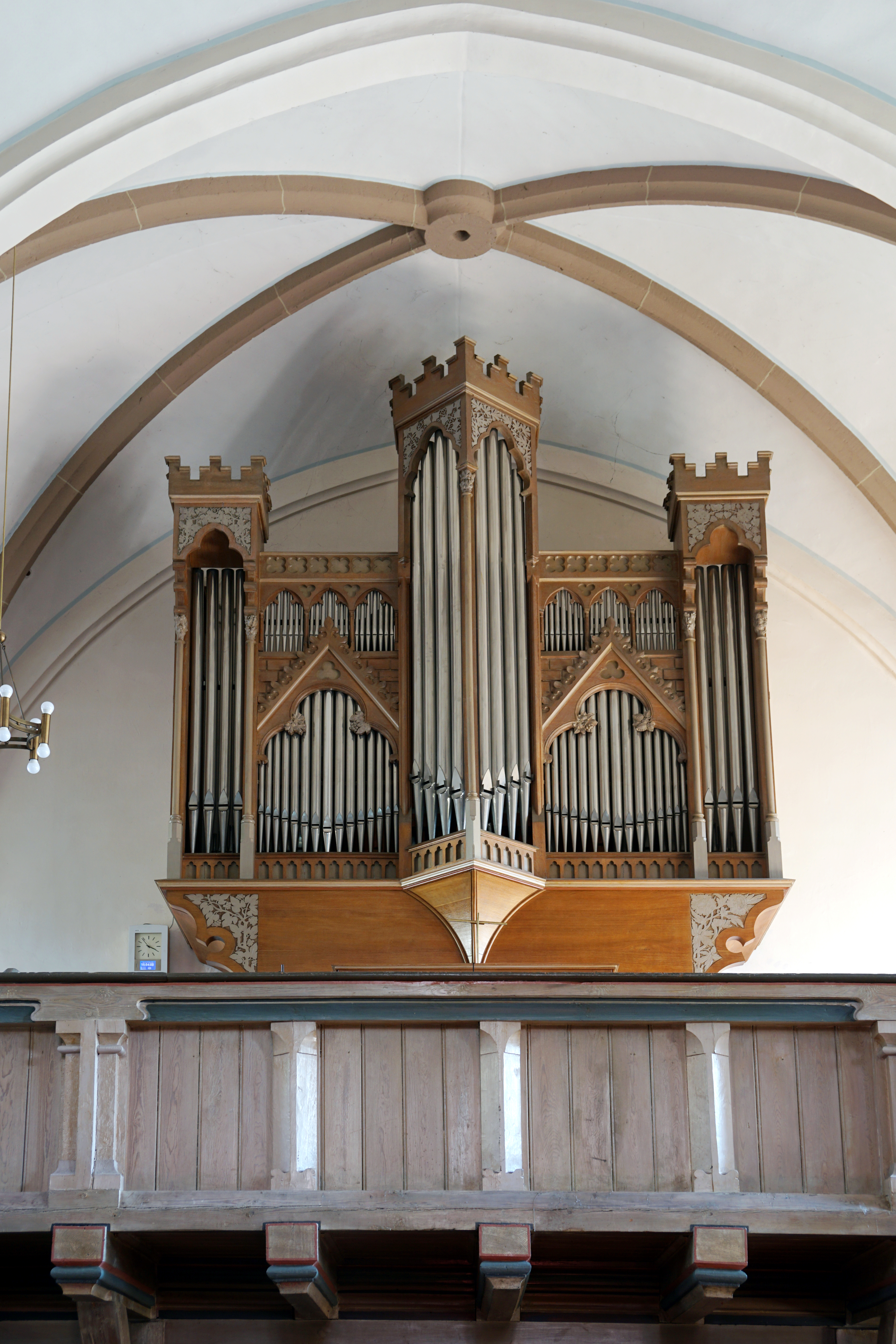
Ratzmann-Orgel von 1898

In der alten Kirche errichtete Johann Christian Rindt 1699 eine Orgel mit fünfachsigem Prospekt und drei Rundtürmen, über die keine technischen Details bekannt sind. Sie wurde 1748 von seinem Schwiegersohn und Nachfolger Gabriel Irle (* 1705), vor 1789 von Johannes Thies, 1814–1815 von Johann Caspar Ruetz und 1861 von Carl Jakob Ziese repariert.
Die Orgel für die neue Kirche wurde 1898 von den Gebrüdern Ratzmann gebaut. Der Prospekt ist fünfachsig und hat in der Mitte einen überhöhten Spitzturm, dessen zwei Pfeifenfelder durch eine hölzerne Freisäule gekuppelt werden. Die beiden äußeren, schmalen Flachfelder werden von zwei Freisäulen flankiert und sind wie der Mittelturm zinnenbekrönt. Die niedrigeren, breiten Mittelfelder werden durch einen wimpergartigen Spitzbogen beherrscht, über dem zwei gekuppelte Säulchen das Flachfeld dreiteilen. Das Werk mit pneumatischen Kegelladen umfasst zehn Register auf zwei Manualen und einem Pedal. Zu einem unbekannten Zeitpunkt erfolgte eine Umdisponierung von zwei Registern (Choralbaß 4′ statt Violoncello 8′ im Pedal und Quinte 1 1⁄3′ statt Viola di Gamba 8′ im I. Manual). Zu Kriegszeiten wurden die Prospektpfeifen aus Zinn abgeliefert. 1979 ersetzte die Ratzmann-Nachfolgefirma unter Bernhard Schmidt sie wieder durch Pfeifen aus Zinn. Er baute einen neuen Orgelmotor ein, verlegte die Windführung und erneuerte den Spieltisch samt Traktur und die Membranen. 2004 erfolgte durch den Nachfolger Andreas Schmidt die Restaurierung der original erhaltenen Substanz und Ergänzung und detailgetreue Rekonstruktion von nicht mehr vorhandenen Bauteile (viele Bauteile der pneumatischen Traktur einschließlich neuer Bleiröhrchen, Teile der Windanlage, Pfeifenwerk, Rasterwerk, Teilbereiche vom Gehäuse). Der wiederentdeckte alte Spieltisch wurde restauriert und die ursprünglichen Disposition von 1898 sowie die Kalkantenanlage wiederhergestellt. Die Orgel erhielt einen Langsamläufer mit Schutzkasten und wieder die Windführung aus dem Kirchenraum. Schließlich wurde das Gehäuse aus Eiche aufwendig restauriert. Die Disposition lautet seitdem wieder wie 1898:
| I Hauptwerk C–f3 |       |
| Principal        | 8′    |
| Flöte            | 8′    |
| Viola di Gamba   | 8′    |
| Octav            | 4′    |
| Mixtur III       | 2 ⁄3′ |

| II Nebenwerk C–f3 |    |
| Lieblich Gedeckt  | 8′ |
| Salicional        | 8′ |
| Flauto dolce      | 4′ |

| Pedal C–d1  |     |
| Subbass     | 16′ |
| Violoncello | 8′  |

- Koppeln: I/I Superoktavkoppel, II/I, I/P
- Spielhilfen: 3 feste Kombinationen (mf, f, tutti), Calcant

## Ehrenmal

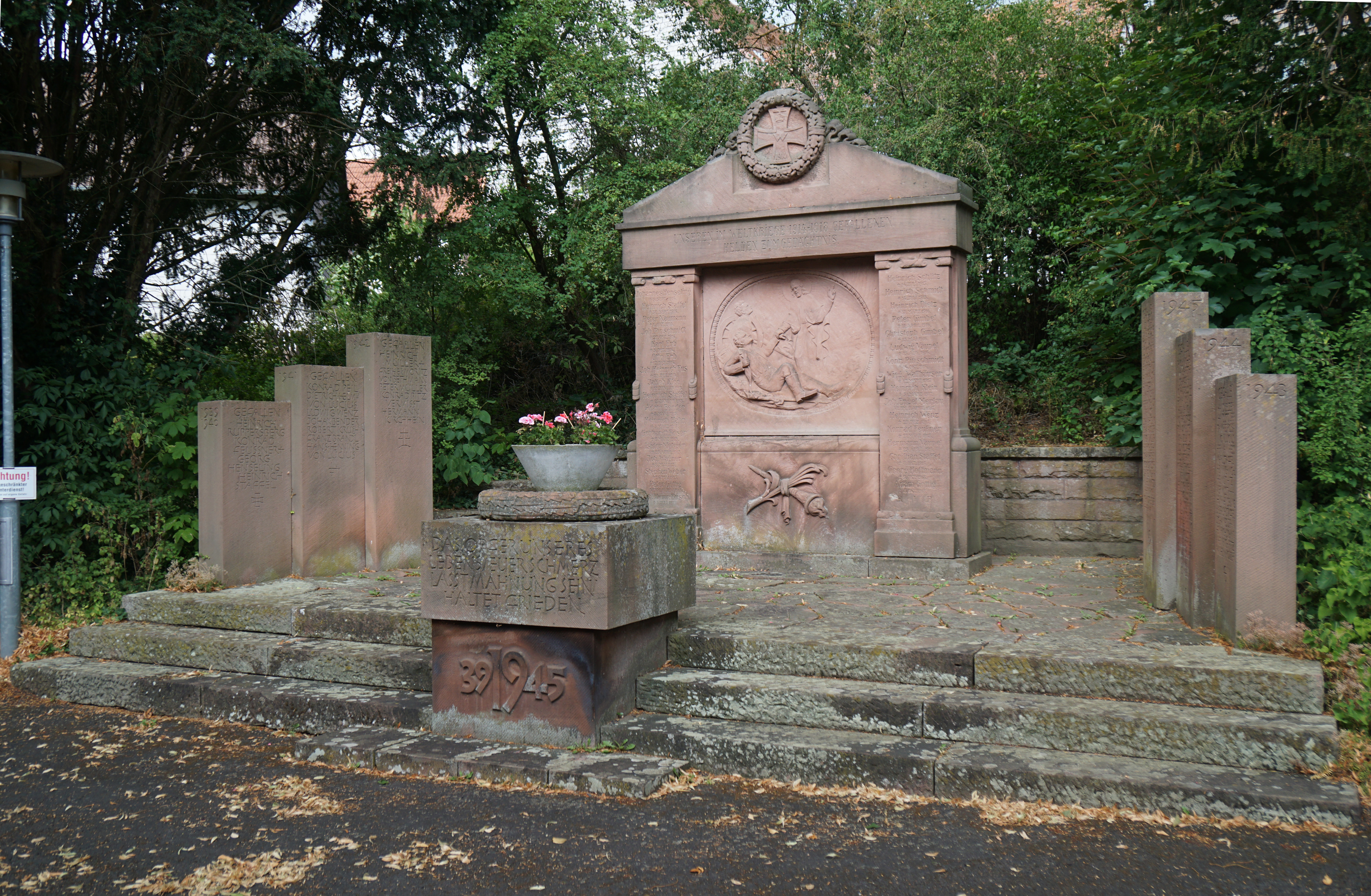
Ehrenmal für die Gefallenen der beiden Weltkriege

Östlich neben der Kirche wurde ein Ehrenmal aus rotem Sandstein für die Gefallenen des Ersten Weltkriegs errichtet und am 18. September 1921 eingeweiht. Es wurde 1963 für die Gefallenen des Zweiten Weltkriegs erweitert. Die Einweihung fand am 18. November 1963 statt. Ein großes ovales Medaillon zeigt den auferstandenen Christus, der zwei Gefallene aufrichtet, flankiert durch zwei Pilaster, auf denen die Namen von 33 gefallenen Soldaten stehen. Auf dem Architrav ist die Inschrift zu lesen: „UNSEREN IM WELTKRIEGE 1914–1918 GEFALLENEN HELDEN ZUM GEDÄCHTNIS.“ Der flache Dreiecksgiebel wird von einem Lorbeerkranz mit dem Eisernen Kreuz bekrönt. An den Seiten sind je drei schlichte quaderförmige Stelen aufgestellt, die nach hinten in der Höhe ansteigen. An der Vorderseite sind die sechs Jahreszahlen des Zweiten Weltkriegs eingemeißelt und nach innen die Namen der in dem betreffenden Jahr gestorbenen und vermissten Soldaten zu lesen. In der Mitte der Stufen, die zum Ehrenmal führen, sind zwei Quader eingearbeitet. Der untere, kleinere Quader trägt die Jahreszahlen des Zweiten Weltkriegs und der obere, größere Quader die Inschrift: „DAS OPFER UNSERES LEBENS / EUER SCHMERZ LASST MAHNUNG SEIN / HALTET FRIEDEN“. Den oberen Abschluss bildet ein Lorbeerkranz mit Feuerschale.